# Монарх
 Тази статия е за политическия термин.  За пеперудата вижте Пеперуда монарх.  
Монархът е наследствен пожизнен държавен глава.
Думата е от гръцки произход и означава човек, който сам управлява държавата. Античните автори противопоставят монархията на аристокрацията (държавата се управлява от елитарна група) и демокрацията (в управлението участват всички в държавата). И при трите форми обаче, според античните автори, държавата трябвало да се управлява в интерес на всички; в противен случай според доктрината Анациклоза монархията се изражда в тирания, аристокрацията в олигархия и демокрацията в охлокрация (власт на тълпите).
В по-късно време под монарх се разбира държавният глава и суверен. След буржоазните революции за суверен се провъзгласява народът, а значението на понятието „монарх“ се свежда до държавен глава, който управлява пожизнено и получава поста си по наследство. В последния случай понятието „монарх“ противостои на „Председател на Републиката“, чиято длъжност е изборна, ограничена със срок и брой мандати, в продължение на които може да бъде заемана.
Кои владетели се смятат за монарси в наши дни е отчасти въпрос на традиция. Монарсите имат определени общоприети, но не универсални, характеристики:
- Повечето монарси са такива за цял живот, докато за повечето останали владетели това не е така. Те обикновено са отгледани в кралско семейство, където се обучават да очакват и да се подчиняват на тази „длъжност“. Един монарх може да избере да си подаде оставката чрез абдикиране, въпреки че това е рядка и драматична практика.

Изключения са френският копринц на Андора, който не се назначава доживотно (той е всъщност френският президент, избиран за период от 5 години от народа на Франция), но все още се смята за монарх поради използването на традиционната монархическа титла. По същия начин Янг ди-Пертуан Агонг (крал) на Малайзия се смята за монарх, въпреки че има 5-годишен мандат. От друга страна няколко доживотни диктатори по света не са смятани за монарси.
- Повечето монарси са, формално или не, последвани след смъртта си или абдикацията си от членове на своето семейство, обикновено най-голямото си дете. Като резултат повечето стабилни монархии имат дълга история на управление от едно-единствено семейство или кръвна линия.

Малайзия отново е изключение, както и по разбираеми причини папата (който се смята за монарх на Ватикана). Също така тази практика не е изцяло непозната в системи, които не се смятат за монархически, например семейни диктаторства.
- Повечето монарси имат титли, които са традиционни сред монарсите. Докато това е доста условна черта, тя може да се окаже най-доброто разграничение между монарси и немонарси.